# 发坑致祥祠
发坑致祥祠，位于中国广东省揭阳市普宁市麒麟镇发坑村，为普宁市的一个市级文物保护单位，类型为近现代重要史迹及代表性建筑，公布时间为1961年。
发坑致祥祠建于1945年。